# Egérfogó

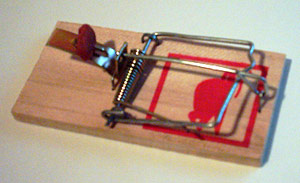
Élesített mechanikus, rugós egérfogó

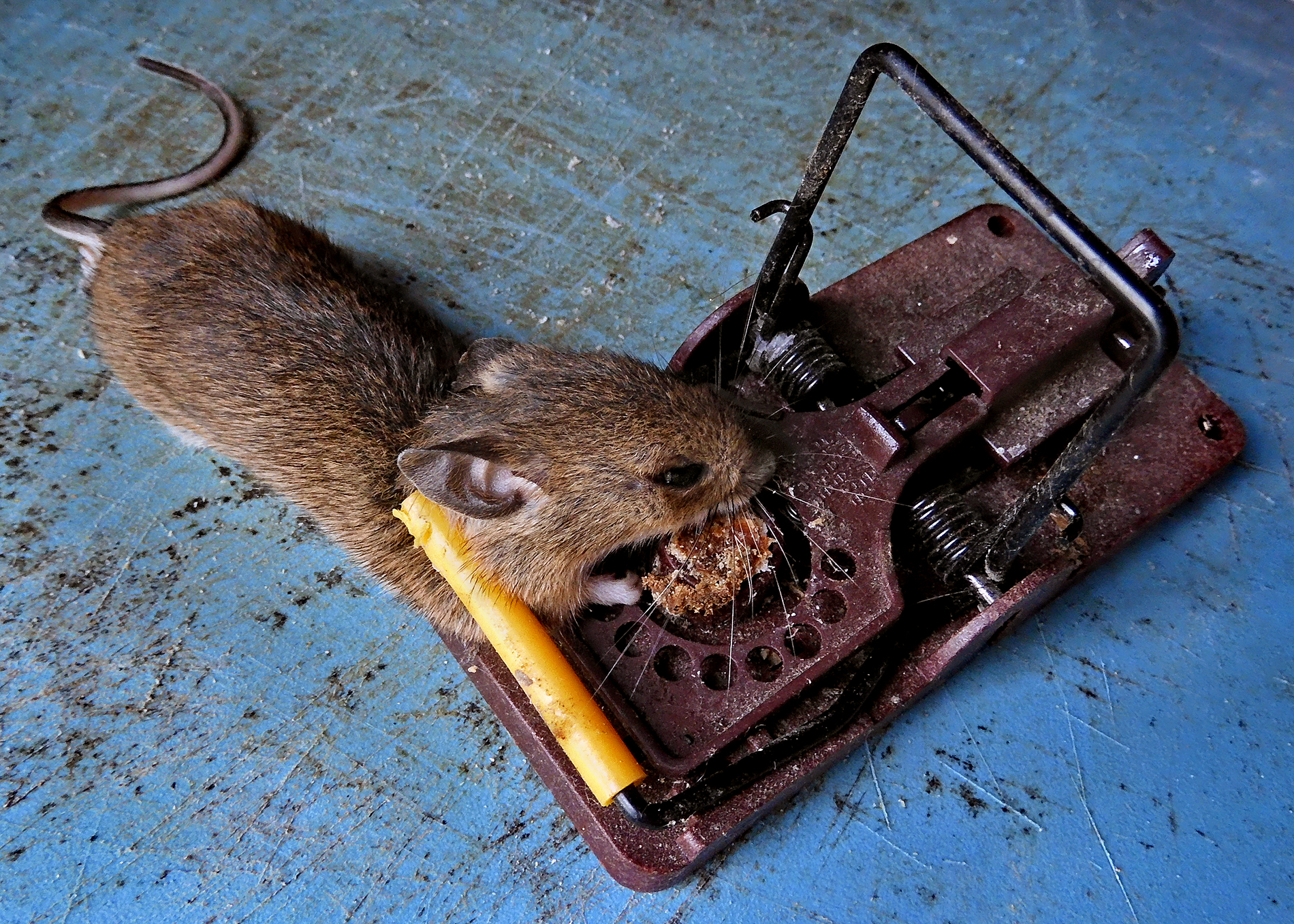
Egérfogó.

Az egérfogó olyan eszköz, amely alkalmas arra, hogy egeret vagy más apró rágcsálót csapdába ejtsen, illetve megöljön. Több fajtája létezik, működéstől függően. Létezik olyan, ami elfogja az egeret, de nem öli meg az áldozatot, de olyan is, amely igen. 
Alapelve az, hogy egy falapra szalonna-, lecsókolbász- vagy sajtdarabot erősítenek, a falapot ráccsal veszik körül, a rácson egy csapóajtó van, amely, ha az egér megérinti az élelmet, lecsapódik, így az egér csapdába kerül. Ennek egy végletesen leegyszerűsített változata egy fejjel lefelé fordított virágcserép, mely egy fél dióval van kitámasztva úgy, hogy a dióbél a cserép belseje felé nézzen: amikor az egér meglöki azt, a cserép foglyul ejti.
A másik típus az élelem elvételekor működésbe hoz egy drótkeretet (felszabadítja a rugó rögzítését), amely az állat tarkórészére lecsapva szerencsés esetben eltöri azt (előfordulhat, hogy az egér fejét is lecsapja).

## Érdekesség
- Az „egérfogó” jelenet: „színmű a színműben” Shakespeare Hamletjében.
- Agatha Christie azonos című színműve, Egérfogó (The Mousetrap) egy 1952-től a mai napig a londoni West Enden folyamatosan játszott darab, melynek eredetije a Három vak egér (Three blind mice) c. kisregénye (első megjelenés: 1925).